# Jelinak
Jelinak är en ort i Bosnien och Hercegovina.   Den ligger i entiteten Federationen Bosnien och Hercegovina, i den centrala delen av landet, 50 km nordväst om huvudstaden Sarajevo. Jelinak ligger 557 meter över havet och antalet invånare är 198.
Terrängen runt Jelinak är kuperad.Runt Jelinak är det ganska tätbefolkat, med 93 invånare per kvadratkilometer.. Närmaste större samhälle är Zenica, 5,8 km norr om Jelinak. 
I omgivningarna runt Jelinak växer i huvudsak lövfällande lövskog.